# Charun Rattanakun Seriroengrit
Charun Rattanakun Seriroengrit (Luang Seriroengrit) (thaï : จรูญ รัตนกุล เสรีเริงฤทธิ์), [t͡ɕàruːn ráttànákun sěːriːrɤːŋrít]) né le 27 octobre 1895 et décédé le 19 juillet 1983, est un général de l'armée thaïlandaise, fonctionnaire et homme politique. Il fut général de l'armée Phayap dans le gouvernement de Plaek Phibunsongkhram pendant la Seconde Guerre mondiale.

## Carrière
À l'époque de la monarchie absolue, le capitaine Charun Rattanakun reçut le titre d'honneur féodal Luang Seriroengrit. Il rejoignit le Khana Ratsadon (groupe politique siamois), qui organisa un coup d'État en 1932. Cette révolution siamoise mit fin à la monarchie absolue, remplacée par une monarchie constitutionnelle.
Seriroengrit devint entre-temps colonel, et prit en 1938 une position importante dans le gouvernement de Plaek Phibunsongkhram. Il devint ensuite chef des chemins de fer d'État de Thaïlande,,.
Après la fin de la guerre franco-thaïlandaise, il fut promu lieutenant général en février 1942 et passa à la tête de l'armée Phayap (armée du nord-est). Il participa à la campagne de Birmanie et fut détenu par les Alliés à la suite de l'occupation de l'État Shan.